# Mariam Baouardy
Mariam Baouardy, arabsky: مريم بواردي , řeholním jménem Marie od Ukřižovaného Ježíše přezdívaná též malá Arabka byla řeckokatolická křesťanka melchitského ritu, řeholnice, členka řádu bosých karmelitek, spoluzakladatelka karmelitánského kláštera v Mangalúru v Indii a v Betlémě v Palestině, mystička.

## Život
Narodila se 5. ledna 1846 v I'billinu (Abellin), v Palestině na území tehdy ovládaném Osmanskými Turky. Byla v pořadí třináctým dítětem svých arabských rodičů, avšak všichni její předchozí sourozenci ještě v dětství zemřeli. Dva roky po jejím narození přišel na svět ještě bratr Bulos. Zůstal naživu jako její jediný bratr. Oba rodiče zakrátko po narození Bulose zemřeli.
Malé Mariam se ujal strýc z otcovy strany. Adoptivní rodina jí věnovala velkou lásku a péči. Neposlali ji však do školy, nebylo to v tehdejší arabské komunitě zvykem. V roce 1854 se rodina přestěhovala do Egypta do okolí Alexandrie. Když Mariam dovršila dvanáct let věku, podle tehdejších zvyklostí o ni jako o nevěstu projevil zájem bratr adoptivní matky. Mariam však nabídku ke sňatku rozhodně odmítla, čímž vyvolala v rodině velký hněv. Atmosféra lásky, ve které děvče dosud žilo, se změnila v prostředí nenávisti a pohrdání. Dívka poznala naprosté ponížení jako otrokyně a služka.

### Nedokonané mučednictví
Aby se dostala z těchto nesnází, rozhodla se spojit se svým jedenáctiletým bratrem, který zůstal v Palestině. Tajně nadiktovala dopis a navštívila rodinu jistého muslima, neboť se dověděla, že dotyčný hodlá cestovat do Nazareta. Byla vyslechnuta s velkým porozuměním a soucitem. Její trápení, se kterým se svěřila, vyvolalo u hostitelů nevoli vůči křesťanskému vyznání. Muž ji vyzval, aby konvertovala k islámu. Mariam však rozhodně odmítla a vyznala svou víru v Krista. Uražený muslim ji rozhořčeně srazil k zemi a prořízl jí hrdlo. Domnělou mrtvou zabalil do přikrývky a pohodil v temných uličkách. Stalo se tak v noci ze 7. na 8. září 1858.
Mariam přišla k sobě, jak sama vyprávěla, v nějaké jeskyni, kde se o ni starala tajemná žena v modrém, jakoby řeholním oděvu. Nikdy před tím ani potom se s touto ženou nesetkala.

### Cesta k řeholnímu životu
Po uzdravení ji tajemná ošetřovatelka odvedla do františkánského kláštera v Alexandrii. S doporučením od řeholníků se dívka chopila práce služebné postupně v několika rodinách. Poslední z nich byla rodina jménem Nagiar a měla příbuzné ve Francii. Protože s její prací byla spokojena, umožnila Mariamě cestu do francouzské Marseille. Stalo se tak roku 1863. Osmnáctiletá dívka se v novém prostředí rozhodla pro řeholní život.
Nejprve vstoupila do kláštera sester sv. Josefa v La Capelette na předměstí Marseille. Zde strávila dva roky jako postulantka. Do noviciátu však nebyla z vůle většiny kláštera přijatá. Ještě s jednou sestrou opustila tuto komunitu a útočiště nalezla v domě sester Karmelitek v Pau v Akvitánii. Do kláštera přišly 15. června 1867.
2. července Mariam vstoupila do noviciátu a přijala jméno Marie od Ukřižovaného Ježíše.

### Zakládání klášterů

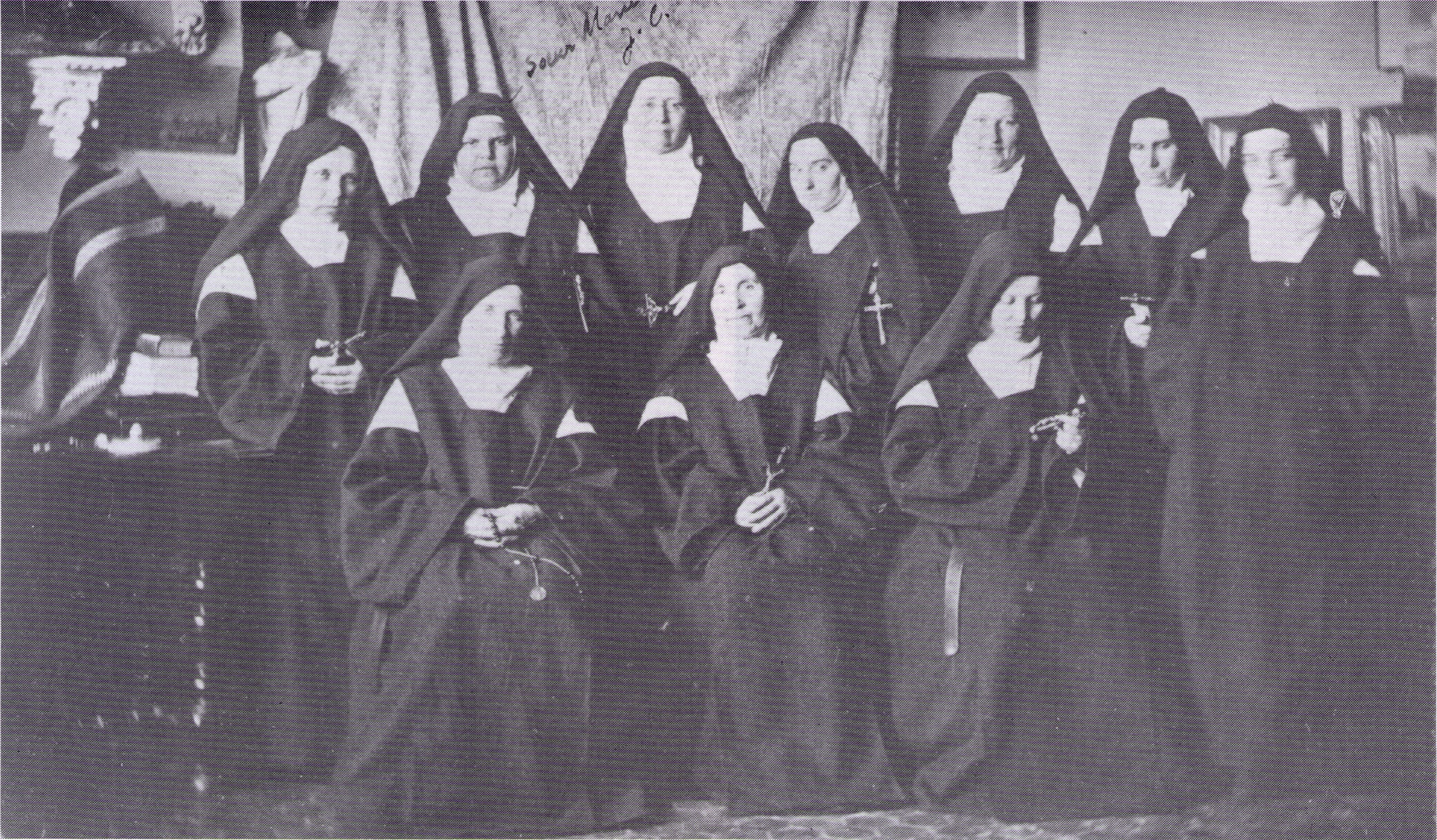
Mariam v Pau (2. zleva v horní řadě)

Dalším významným mezníkem v životě malé Arabky byla v roce 1866 návštěva jistého misionáře z Indie. Požádal sestry o pomoc založit karmelitánský klášter v Mangalore. S finanční podporou belgického šlechtice Georga Nédonchela se v roce 1870 skupina šesti řeholnic, mezi nimiž byla i Mariam, a tří kněží vypravila do Indie. Dlouhá cesta po souši i po moři si vyžádala nečekanou oběť. Tři sestry ze skupiny cestou zemřely. Zbytek skupiny přicestoval do Mangalore 19. listopadu 1870. O rok později 21. listopadu 1871 složila sestra Mariam od Ukřižovaného Ježíše řeholní sliby. Hned na druhý den však došlo k nedorozumění s místním biskupem. Pojal podezření, že mimořádné extáze, které sestru Mariam provázely, jsou předstírané. Nakonec představení kláštera pod biskupovým tlakem poslali sestru Mariam zpět do Pau ve Francii. 5. listopadu 1872 dorazila do svého mateřského kláštera.
Nadšení pro zakládání klášterů ji však neopustilo. Po návratu z Indie nepřestala snít o založení kláštera ve své rodné Palestině.

### Karmel v Betlémě

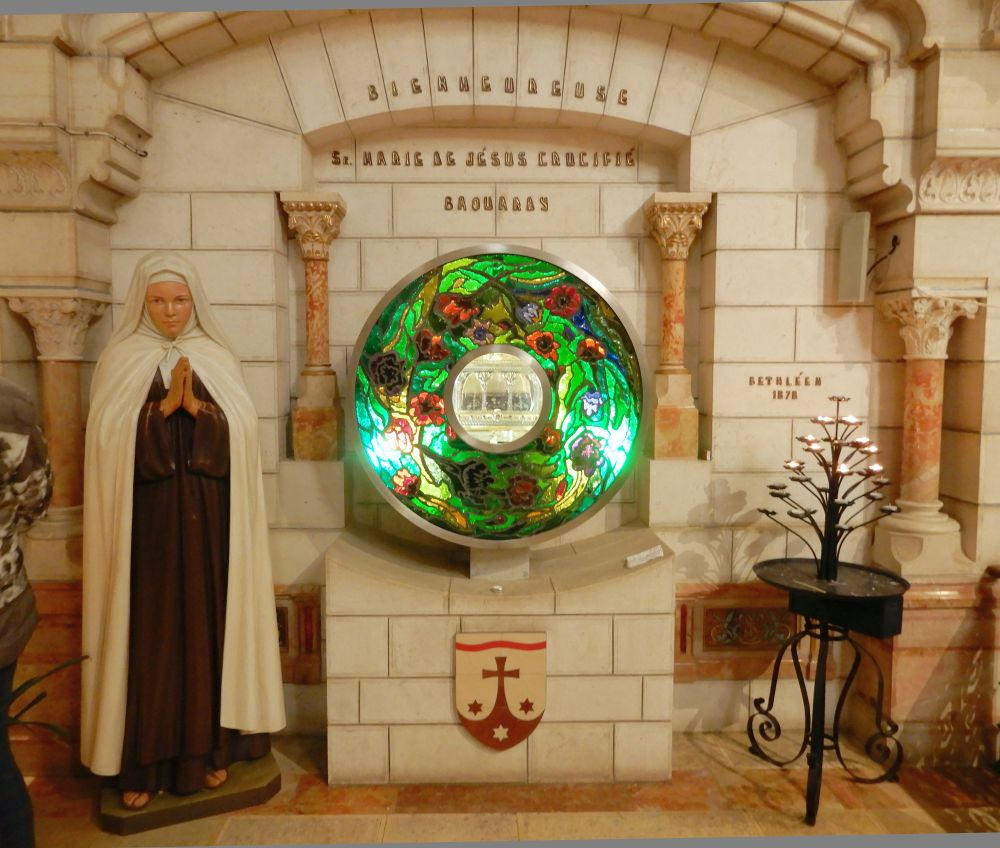
Socha, hrob a relikviář Miriam Baouardyové, Karmel v Betlémě

Pod vedením francouzské kongregace řádu bosých karmelitánů a za pomoci vlivných přátel začala svou touhu uskutečňovat. V administrativním procesu schválení nového kláštera hrálo významnou roli vyjádření latinského patriarchy Jeruzaléma. Postoj patriarchy Valergy byl zamítavý a ovlivnil i názor Kongregace pro šíření víry. Kardinál Franchi, prefekt kongragace, však navštívil samotného papeže bl. Pia IX., seznámil jej se záměrem založit v Betlémě klášter Karmelitek. Papež spontánně souhlasil a sestrám i jejich dílu požehnal.
Společenství zakladatelů tvořili karmelitán Pierre Estrate (1840-1910), sedm sester profesek v čele s převorkou Berthou Dartigauxovou, jedna novicka, dvě laické sestry, patřila k nim i malá Arabka. Pyrenejský klášter v Pau opustili 20. srpna 1875 aby do Betléma dorazili 11. září 1875. Ubytovali se ve františkánském klášteře Casa Nova. Z okna řeholního domu upozornila sestra Mariam na pahorek zvaný Davidova hora, který vyhlédla jako místo budoucího kláštera.
Základní kámen byl položen 24. března 1876. Důležité slovo při řízení stavby měla sestra Mariam. Arabština byla jejím rodným jazykem, což velmi usnadnilo komunikaci s dělníky a tím i průběh stavby.
21. listopadu 1876 se sestry stěhovaly do svého nového a trvalého domova.

### Konec života v rodné zemi
Sestra Marie od Ukřižovaného Ježíše dál sebe samu pokládala za malé nic. V očích druhých si přála zůstat malou Arabkou. Přesto byla vnímána místními křesťany jako Al Kiddisa – svatá.
Mariam od Ukřižovaného Ježíše zemřela 26. srpna 1878 necelé dva roky po dobudování kláštera. Její ostatky byly pohřbeny v postranní kapli při vstupu do chóru klášterního kostela. Zemřela jako vyznavačka v pověsti svatosti.
Papež sv. Jan Pavel II. ji blahořečil v Římě dne 13. listopadu 1983, papež František ji 17. května 2015 svatořečil.

## Mystička
Sestra Mariam od Ukřižovaného Ježíše byla nevzdělaná, číst a psát se učila až v klášteře. Ale tím horoucněji prožívala svůj vztah k Bohu v úrovni mystiky. Navenek se tento fenomén projevoval jejími stigmaty, stavy extáze, levitacemi, prorockými vizemi. Tyto projevy byly nejbližším okolím, zejména v církevní hierarchii, vnímány velmi kriticky a opatrně. Svědčí o tom i konflikt, který měla s biskupem v Mangalore. Přesto uvedené mimořádné jevy v jejím životě byly po půlstoletí zkoumání nakonec uznány jako objektivně pozorované a mnoha osobami dosvědčené. K jejímu svatořečení nepochybně přispěly i její etnický původ a statečnost, s jakou se postavila proti své komunitě.